# 信開アーバンシティ
信開アーバンシティ（しんかいアーバンシティ）は、富山県富山市窪新町にあるマンション群の総称である。信開グループ（現・アパグループ）によって開発された。

## 概要
鉄筋コンクリート造26階建ての高層棟（セントラル）を中心に、同7階建てマンション南館（キングズ・クイーンズ）で構成されていて、アパホテル富山（13階建て都市型ホテル。1991年10月10日オープン）が隣接している。各部屋は温泉付きで、タワー棟には有り余った温泉を利用した室外プール、サウナ、浴場、露天風呂なども併設されていた。

### 信開アーバンシティセントラル
1992年4月30日に完成した。計画時点で8LDKが1億3,000万円の分譲価格となっていた北陸地方初の億ション。信開建設、熊谷組が施工し、鉄骨鉄筋コンクリート造地上26階、地下1階、高さ86ｍ（完成当時は北陸最高層）、敷地面積11,603m2、建築面積1,918m2、分譲176戸。
かつて1 - 2階には『SPA・X（スパックス）』（富山温泉）があり、住民やアパホテル富山宿泊者は無料で利用できたほか、一般の利用も可能であった。
泉質はアルカリ性単純泉で、深度1,200m、採水深度900m以深、最深口径10cmの大型温泉井を使用していた。
内湯、露天風呂、サウナ（男湯は温泉水を使用したミストサウナ）、打たせ湯（女性のみ）、ジェットバス、水風呂が用意されており、浴場の横にはリクライニングシートのあるレストルーム、仮眠室（男湯のみ）、浴衣のままでも食事ができる飲食施設などがあった。
主な適応はリューマチ、疲労回復。
2021年（令和3年）3月31日を以て営業終了した。

### 信開アーバンシティキングス
1989年完成。地上7階、分譲50戸。

### 信開アーバンシティクイーンズ
1989年完成。地上8階、分譲52戸。

## 沿革
分譲マンション建設地（18,000m2）でのマンション工事の一環として温泉を掘削することになり、1988年（昭和63年）4月に掘削着手、同年8月末日完了。同年9月、信開グループが毎分2.2t、湯温44.9℃の本格的な温泉を掘り当てた。1989年（平成元年）3月に基礎工事に着手し、各棟が順次整備されていった。